# Brand's Crossword Game King's Cup (Scrabble)

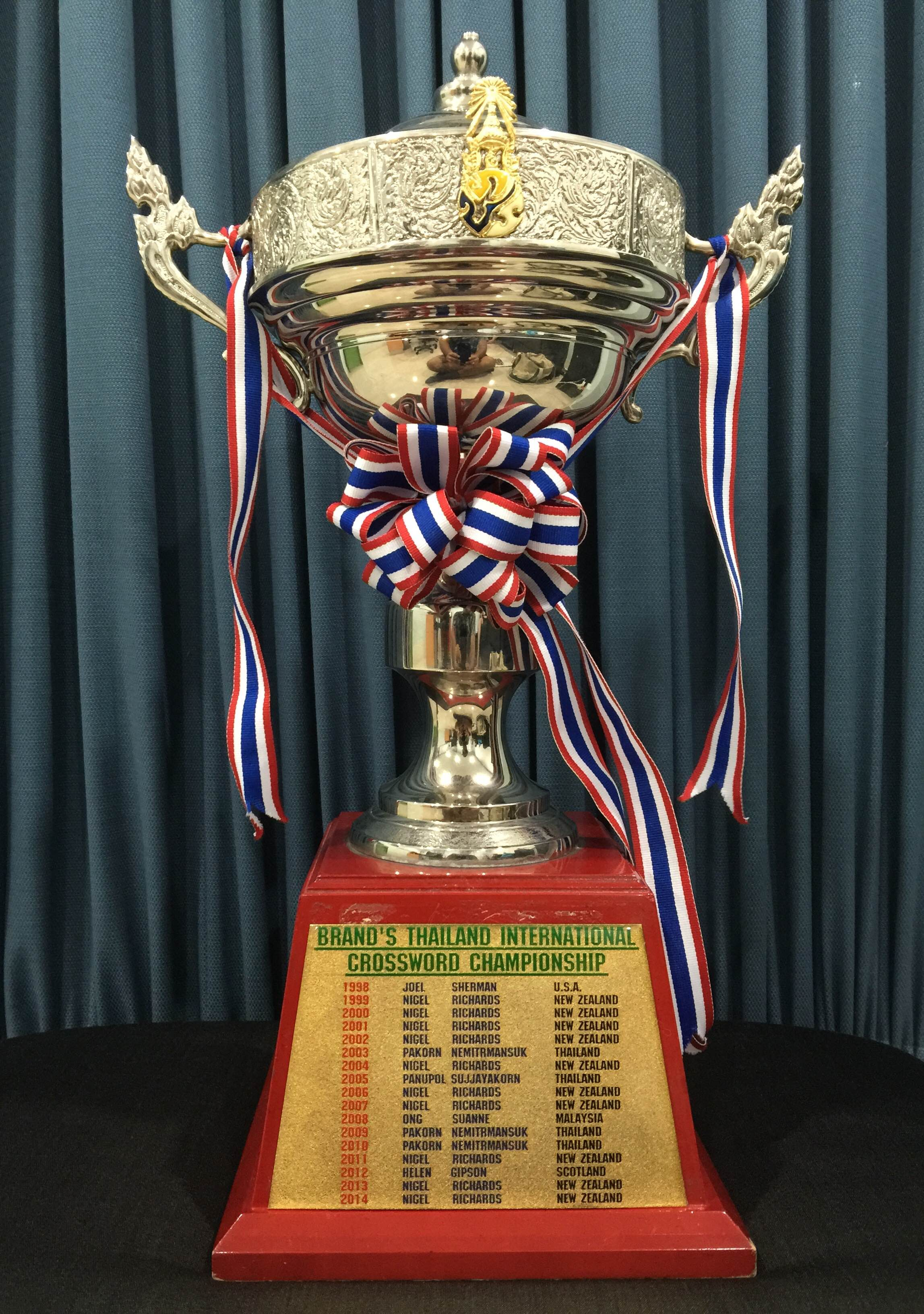
La King’s Cup, trophée remis au vainqueur tu tournoi Brand’s Crossword Game par le roi de Thaïlande.

La Brand's Crossword Game King's Cup aussi appelée International de Thaïlande (anglais Thailand International) est le plus grand tournoi de Scrabble anglophone au monde. La dénomination King's Cup vient de ce que le trophée est fourni par le roi de Thaïlande. Le tournoi est le plus grand tournoi de Scrabble anglophone au monde avec 1500 participants en 1996, à peu près la même taille que le plus grand tournoi de Scrabble francophone, la Coupe de Vichy qui a accueilli 1354 joueurs en 2007.

## Palmarès
Liste des vainqueurs
| Année | Vainqueur               | Finaliste                |                         |                          |                           |                       |
| 1989  | Apichit Vichitjitkul    | John Ozag                |                         |                          |                           |                       |
| 1990  | Charles Goldstein       | Mark Nyman               | Chris Cree              |                          |                           | John Ozag             |
| 1991  | —                       | —                        |                         |                          |                           |                       |
| 1992  | Pakorn Nemitrmansuk     | Mark Nyman               | Narong Kriengprinyakit  | Tony Sim                 | Amnuay Ploysangngam       |                       |
| 1993  | Ong-Arj Charuwan        | Sam Kantimathi           | Pakorn Nemitrmansuk     |                          |                           |                       |
| 1994  | Sam Kantimathi          | Pakorn Nemitrmansuk      | Jakkrit Klaphajone      | Ong-Arj Charuwan         | Sompong Polsongkram       | Arun Methaset         |
| 1995  | Jakkrit Klaphajone      | Sam Kantimathi           | Pakorn Nemitrmansuk     | Naween Tharanga Fernando | Ong-Arj Charuwan          |                       |
| 1996  | Charnwit Sumrattanaporn | Jakkrit Klaphajone       | Akegapun Erbprasartsook | Bob Schoenman            | Taewan Sutthasin          | Ong-Arj Charuwan      |
| 1997  | Jakkrit Klaphajone      | Charnwit Sumrattanaporn  |                         |                          |                           |                       |
| 1998  | Joel Sherman            | Charnwit Sumrattanaporn  |                         |                          | Jakkrit Klaphajone        | Amnuay Ploysangngam   |
| 1999  | Mark Nyman              | Nigel Richards           |                         |                          |                           |                       |
| 2000  | Nigel Richards          | Naween Tharanga Fernando |                         |                          |                           |                       |
| 2000* | Nigel Richards          | Jakkrit Klaphajone       | Pakorn Nemitrmansuk     | Charnwit Sumrattanaporn  | Gerald Carter             | Ganesh Asirvatham     |
| 2001  | Nigel Richards          | Mark Nyman               | Paul Cleary             | Joan Rosenthal           | Jakkrit Klaphajone        | Femi Awowade          |
| 2002  | Nigel Richards          | Femi Awowade             | Cheah Siu Hean          | Charnwit Sumrattanaporn  | Jakkrit Klaphajone        | Gerald Carter         |
| 2003  | Ganesh Asirvatham       | Pakorn Nemitrmansuk      | Panupol Sujjayakorn     | Trevor Hallsall          | Nawapdol Sayavesa         | Odette Rio            |
| 2004  | Nigel Richards          | Andrew Fisher            | Pakorn Nemitrmansuk     | Cheah Siu Hean           | Mark Nyman                | Alex Tan              |
| 2005  | Panupol Sujjayakorn     | Nigel Richards           | Helen Gibson            | Pakorn Nemitrmansuk      | Odette Rio                | Gerald Carter         |
| 2006  | Nigel Richards          | Femi Awowade             | David Eldar             | Komol Panyasoponlert     | Cheah Siu Hean            | Panupol Sujjayakorn   |
| 2007  | Nigel Richards          | Komol Panyasoponlert     | Hubert Wee              | Jakkrit Klaphajone       | Odette Rio                | Thacha Koowirat       |
| 2008  | Ong Suanne              | Nigel Richards           | Hubert Wee              | Taewan Sutthasin         | Tony Sim                  | Jason Katz-Brown      |
| 2009  | Pakorn Nemitrmansuk     | Charnwit Sumrattanaporn  | Nigel Richards          | Jason Katz-Brown         | Lukeman Olowabi           | Cheah Siu Hean        |
| 2010  | Pakorn Nemitrmansuk     | David Eldar              | Nigel Richards          | Odette Rio               | Marut Siriswango          | Komol Panyasophonlert |
| 2011  | Nigel Richards          | Komol Panyasophonlert    | Cheah Siu Hean          | Alastair Richards        | Thacha Koowirat           | Pakorn Nemitrmansuk   |
| 2012  | Helen Gipson            | Thacha Koowirat          | Taewan Sutthasin        | Alastair Richards        | Jakkrit Klaphajone        | Hubert Wee            |
| 2013  | Nigel Richards          | Komol Panyasophonlert    | Gerald Carter           | Pakorn Nemitrmansuk      | Thanapong Kukiettikulchai | Cheah Siu Hean        |
| 2014  | Nigel Richards          | Panupol Sujjayakorn      | Hubert Wee              | Jakkrit Klaphajone       | Komol Panyasophonlert     | Worasit Suksansumran  |
| 2015  | Nigel Richards          | Hubert Wee               | Odette Rio              | Komol Panyasophonlert    | Jakkrit Klaphajone        | Pichai Limprasert     |
| 2016  | Nigel Richards          | Pichai Limprasert        | Thacha Koowirat         | Panupol Sujjayakorn      | Komol Panyasophonlert     | Jesse Day             |
| 2017  | Komol Panyasophonlert   | Adam Logan               | Nigel Richards          | Taewan Sutthasin         | Panupol Sujjayakorn       | Pichai Limprasert     |
| 2018  | Nigel Richards          | Panupol Sujjayakorn      | Chollaphat Itthiaree    | Akkarapol Kwhansak       | Komol Panyasophonlert     | -                     |
| 2019  | Jesse Day               | Nigel Richards           | Jakkrit Klaphajone      | Tarin Pairor             | Chollapat Itthiaree       | Akshay Bhandarkar     |